# Montejo
Montejo è un comune spagnolo di 227 abitanti situato nella comunità autonoma di Castiglia e León.